# Amtali
Amtali är ett underdistrikt i Bangladesh. Det ligger i den södra delen av landet, 180 kilometer söder om huvudstaden Dhaka.
Trakten runt Amtali består till största delen av jordbruksmark. Runt Amtali är det tätbefolkat, med 709 invånare per kvadratkilometer. Tropiskt monsunklimat råder i trakten. 